# Dysectopa scalifera
Dysectopa scalifera là một loài bướm đêm thuộc họ Gracillariidae. Nó được tìm thấy ở Namibia.